# Chlorostilbon olivaresi
Chlorostilbon olivaresi е вид птица от семейство Колиброви (Trochilidae).

## Разпространение
Видът е разпространен в Колумбия.